# Chobot (district de Strakonice)
Pour les articles homonymes, voir Chobot.
Chobot est une commune du district de Mělník, dans la région de Bohême-Centrale, en République tchèque. Sa population s'élevait à 42 habitants en 2020.

## Géographie
Chobot se trouve à 6 km au nord-est de Blatná, à 23 km au nord de Strakonice, à 68 km au nord-ouest de České Budějovice et à 78 km au sud-ouest de Prague.
La commune est limitée par Uzenice au nord, par Myštice à l'est et par Blatná au sud et à l'ouest.

## Histoire
La première mention écrite de la localité date de 1790.